# Mesoereis horiana
Mesoereis horiana är en skalbaggsart som först beskrevs av Stefan von Breuning och Nobuo Ohbayashi 1966.  Mesoereis horiana ingår i släktet Mesoereis och familjen långhorningar. Inga underarter finns listade i Catalogue of Life.